# Dorfkirche Gertewitz

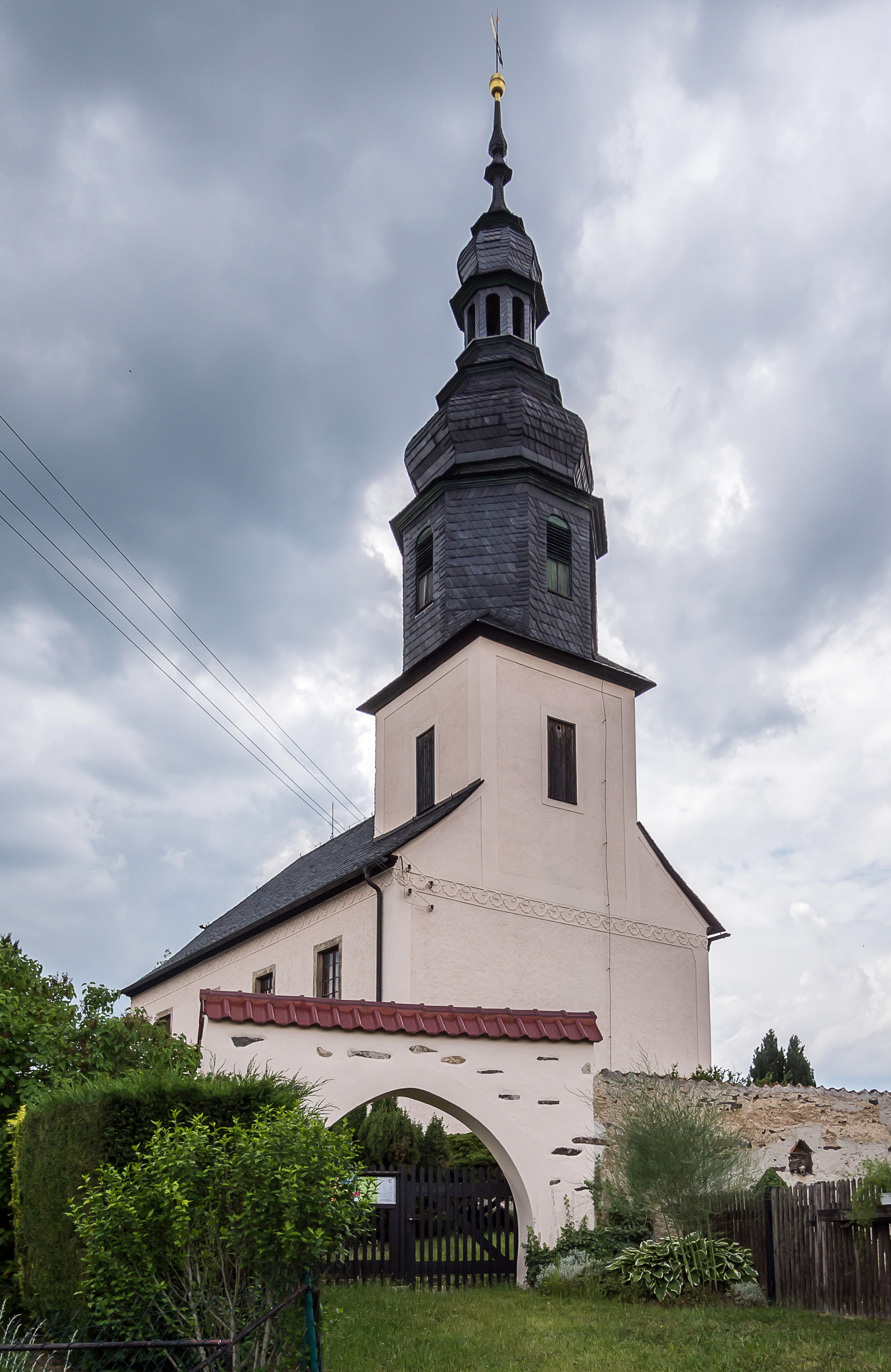
Dorfkirche Gertewitz

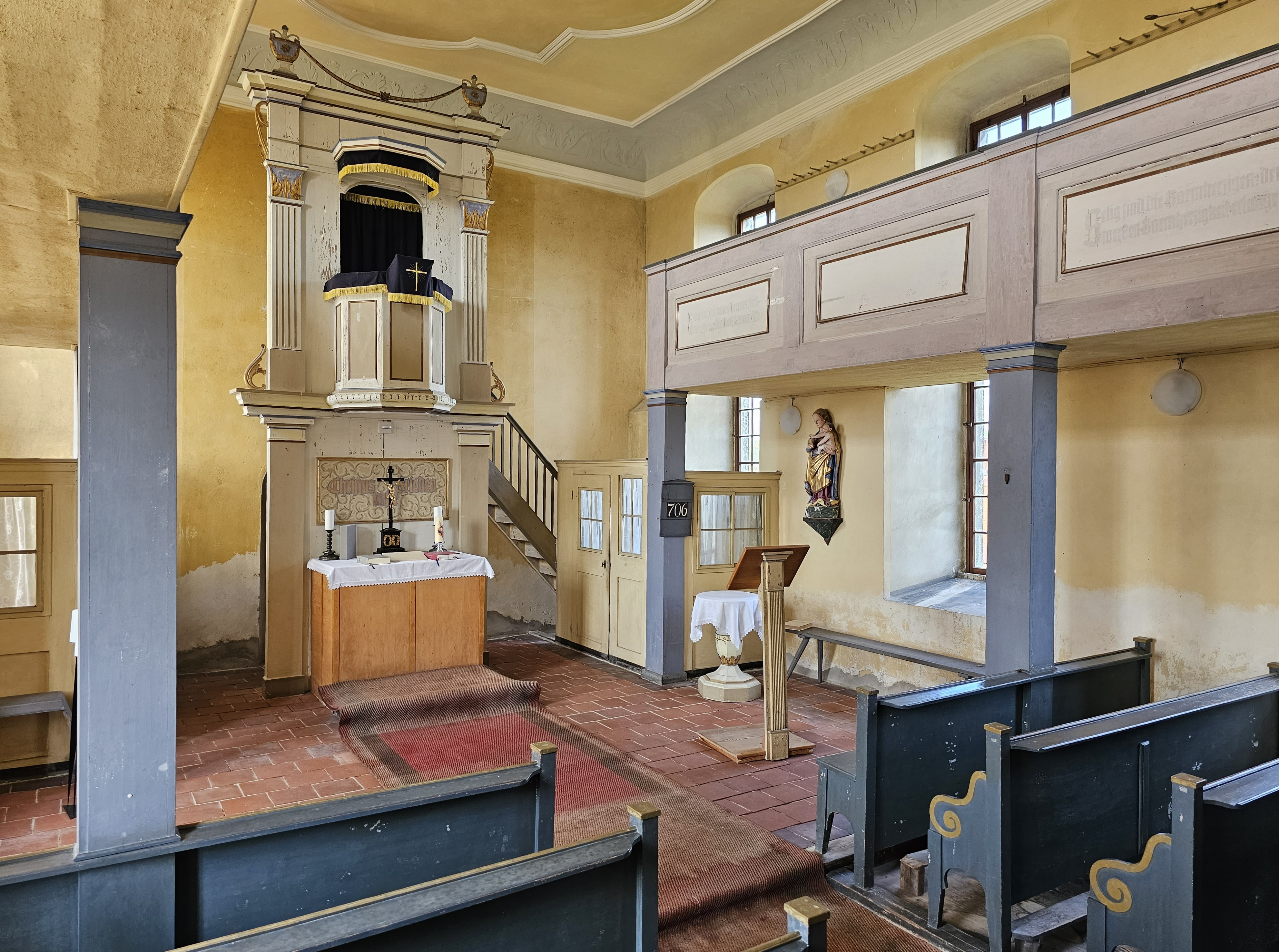
Innenraum (2023)

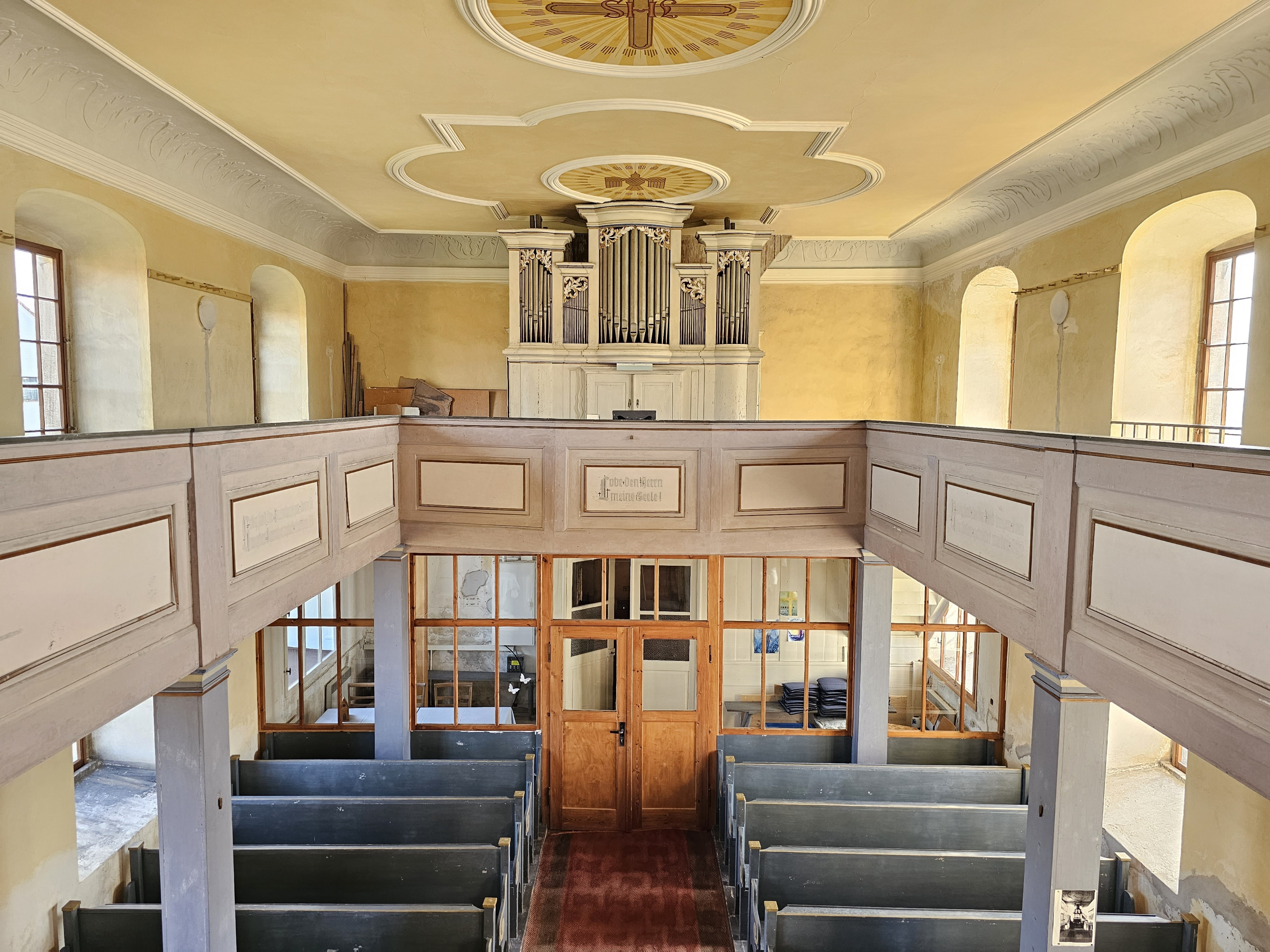
Innenraum, Blick zur Orgel

Die gut sichtbare mit Schießscharten versehene, denkmalgeschützte, evangelische Dorfkirche Gertewitz steht in der Gemeinde Gertewitz der Verwaltungsgemeinschaft Oppurg im Saale-Orla-Kreis in Thüringen.

## Geschichte
Die Kirche besitzt ein durch Schießscharten gesichertes Tor. Über ihre Geschichte ist aus der Zeit vor 1820–1821 nichts überliefert. 1820 erfolgte ein Abriss und Neuaufbau mit Steinen der Vorgängerkirche, die wohl der heutigen ähnelte.
Das Taufbecken stammt aus dem Jahre 1855.
Erhalten blieb ein Kirchenschlüssel aus romanischer Zeit.
Nach einem Blitzschlag 1845 wurde die Empore eingebaut. Eine schadhafte Figur von Maria und dem Jesuskind ist wohl ein ehemaliges Gnadenbild aus der Vergangenheit des Gotteshauses. Die Orgel auf der Empore stammt von Georg Christoph Hofmann aus Neustadt an der Heyde aus dem Jahr 1837. Sie verfügt über 10 Register auf einem Manual und dem Pedal.
Die Glocken sind 1810 aus Rudolstadt angeschafft worden.